# آندرس آیالا (بازیکن فوتبال، زاده ۲۰۰۰)
آندرس آیالا (انگلیسی: Andrés Ayala؛ زادهٔ ۱۳ مارس ۲۰۰۰) بازیکن فوتبال است.
وی همچنین در تیم‌های ملی فوتبال Argentina national under-17 football team و زیر ۲۰ سال آرژانتین بازی کرده‌است.